# Резолюция 26 на Съвета за сигурност на ООН
Резолюция 26 на Съвета за сигурност на ООН, приета с единодушие на 4 юни 1947 г., променя процедурните правила за избор на членове на Международния съд от Съвета за сигурност, като заседанията на Съвета, които се провеждат за тази цел, вече ще продължават, докато поне един от кандидатите за съответното свободно място в Международния съд не получи абсолютно мнозинство от гласовете в едно или няколко последователни гласувания.